# Lepturges punctatissimus
Lepturges punctatissimus är en skalbaggsart som beskrevs av Monné 1976. Lepturges punctatissimus ingår i släktet Lepturges och familjen långhorningar. Inga underarter finns listade i Catalogue of Life.